# Tanomura Chikuden

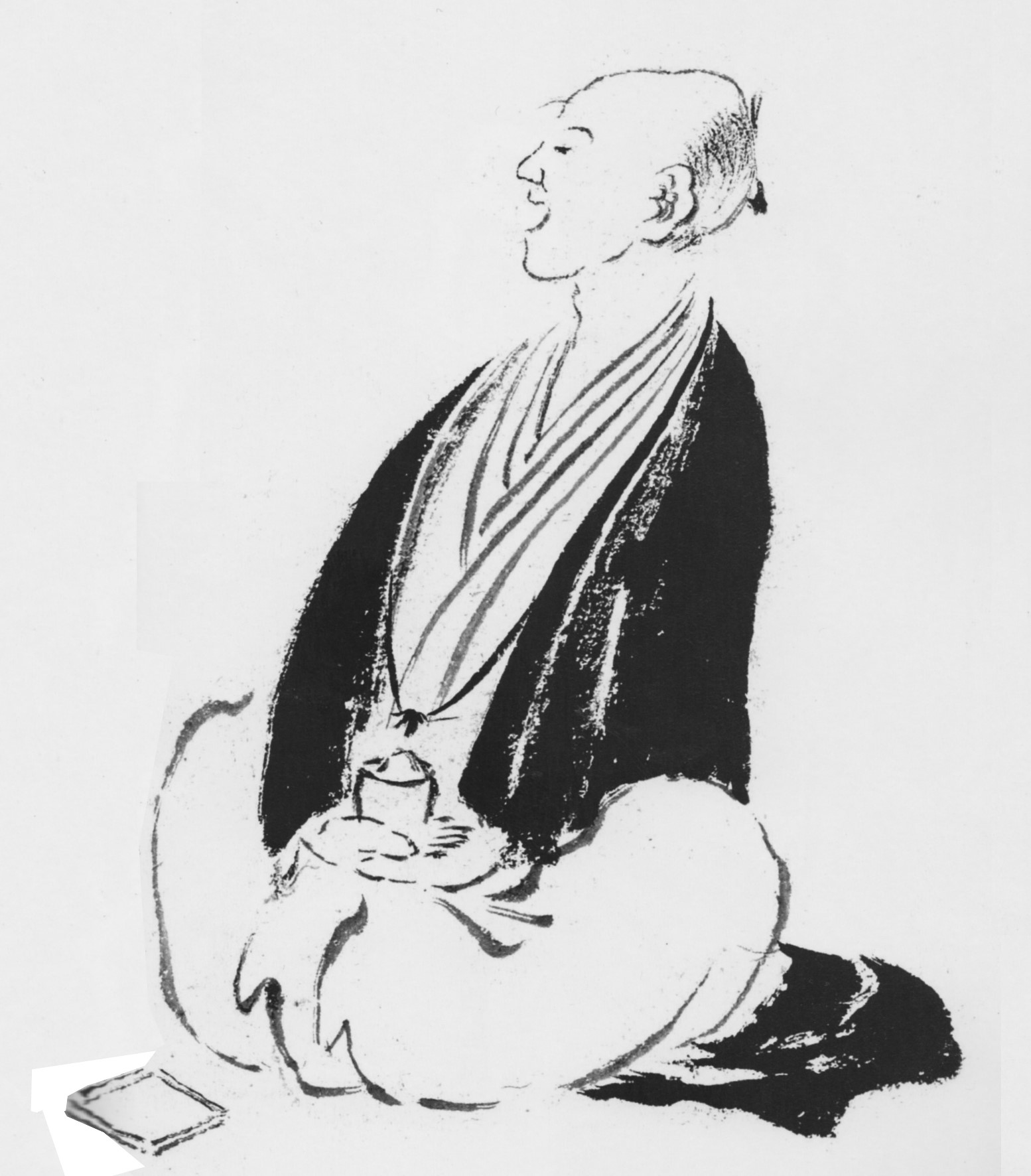
Tanomura Chikuden
(Selbstporträt 1822)

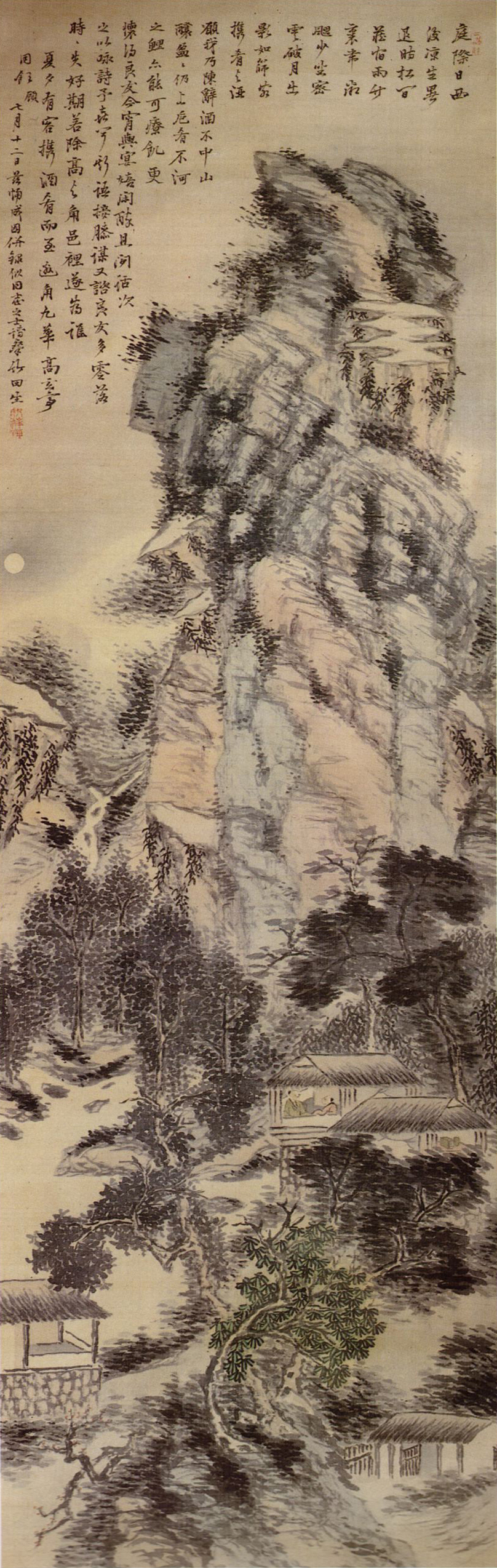
Getsuya Sansui Zu
(月夜山水図, dt. „Mondnacht-Landschaftsbild“), 1833

Tanomura Chikuden (japanisch 田能村 竹田, 14. Juli 1777 – 20. Oktober 1835), eigentlicher Vorname: Kōken (孝憲), weitere Künstlernamen: Ransui (藍水), Kyōkaku (狂客), war ein Maler der Nanga-Schule in der späten Edo-Zeit.

## Leben und Werk
Tanomura stammte aus einer Familie, die über Generationen die Ärzte des Nakagawa-Klans in der Stadt Taketa in der Provinz Bungo stellte. Nach dem Tode seines Vaters übernahm er dessen Position, wurde aber von seinem Fürsten dazu angehalten, konfuzianischer Gelehrter zu werden. So wurde er im Alter von 21 Jahren Lehrer an der Schule des Klans, dem Yūgakukan (由学館). Das Oberhaupt der Schule war Karahashi Kunzan(唐橋君山), der auf Geheiß des Fürsten die „Geschichte der Provinz Bungo“ (豊後国史, Bungo kokushi) edierte. Tanomura bereiste mit Karahashi drei Jahre lang die gesamte Provinz, um Material für das Geschichtswerk zu sammeln. Trotzdem gelang es Tanomura, zwischendurch nach Edo zu reisen und Tani Bunchō zu treffen.
Im Jahr 1811 km es zu einem Aufstand der Bauern, die für verbesserte Lebensbedingungen kämpften. Tanomura sympathisierte mit ihnen und formulierte Verbesserungsvorschläge. Im folgenden Jahr rebellierten die Bauern wieder, Tanomura reichte ein zweites Mal Vorschläge ein. Nichts fruchtete, und so trat er 1813 von seinem Posten zurück und begann ein Leben als Gelehrter und Kalligraph.
Tanomura nahm Kontakt auf zu Rai Sanyō, Uragami Gyokudō, zu Gyokudōs Sohn, Shunkin, zu Shinozaki Kochiku (篠崎小竹; 1781–1851) und anderen. Während seiner Reisen sammelte er Kunstwerke und malte Meisterwerke wie das Album "Doch noch einmal weitere Freuden" (亦復一楽帳, Ekifuku ichiraku-chō) im Nationalmuseum Nara und "Skizzen aus einem Fenster eines Bootes" (船窓小戯帖, Sensō shōgi-chō).
Tanomuras folgt bei seinen Landschaften dem Stil der Nanga-Richtung, meist im Hochformat. Daneben gestaltete er Bildrollen und Alben mit Vögeln und Blumen. Neben seiner Malerei schrieb Tanomura auch Kunstbücher zur Nanga-Schule wie "Sanchūjin jōzetsu" (山中人饒舌) und "Chikuden sōshiyū garoku" (竹田荘師友画録), das biographische Notizen und Anekdoten über seine Freunde enthält.

## Bilder
- Albumblätter[A 1]

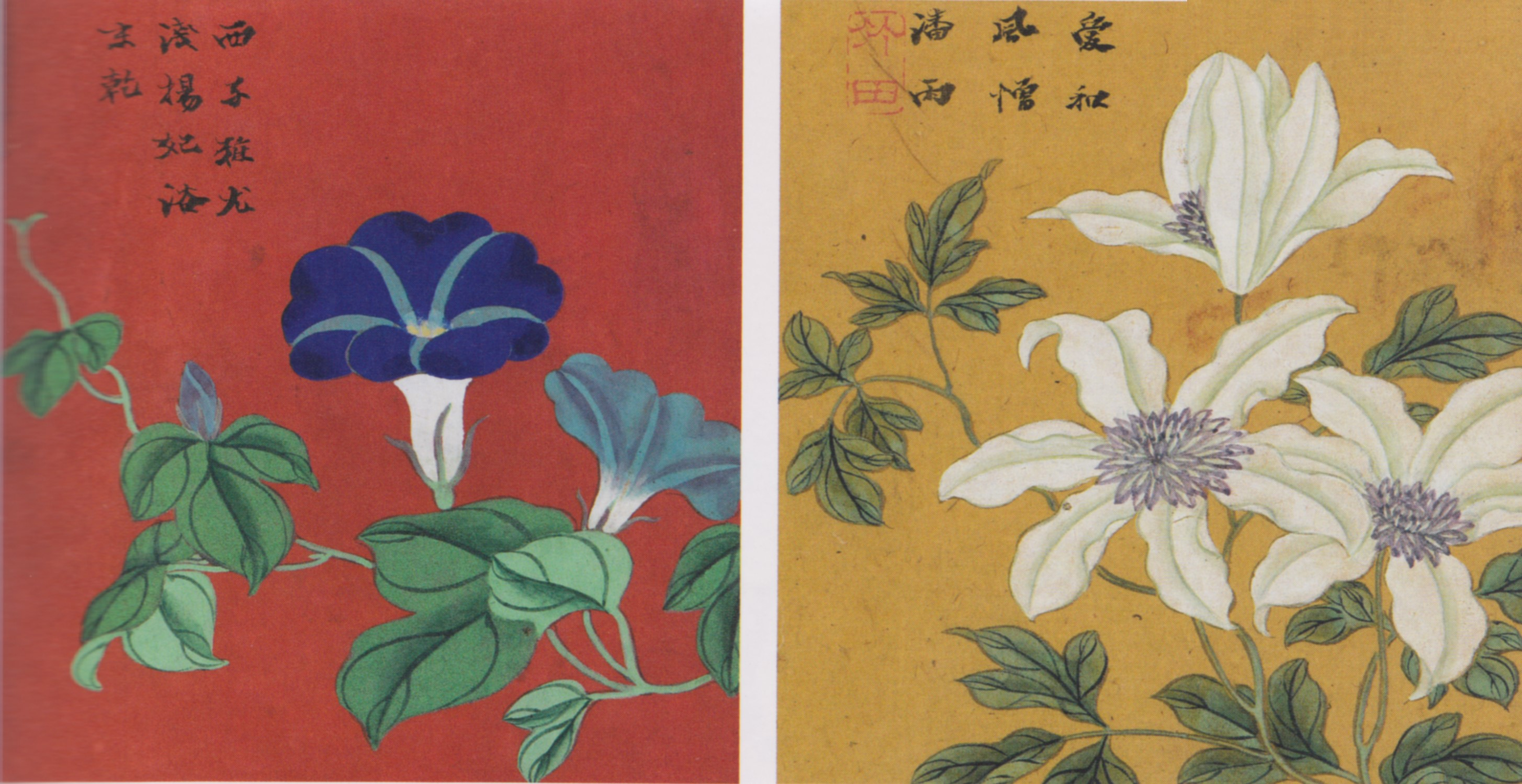
Albumblätter
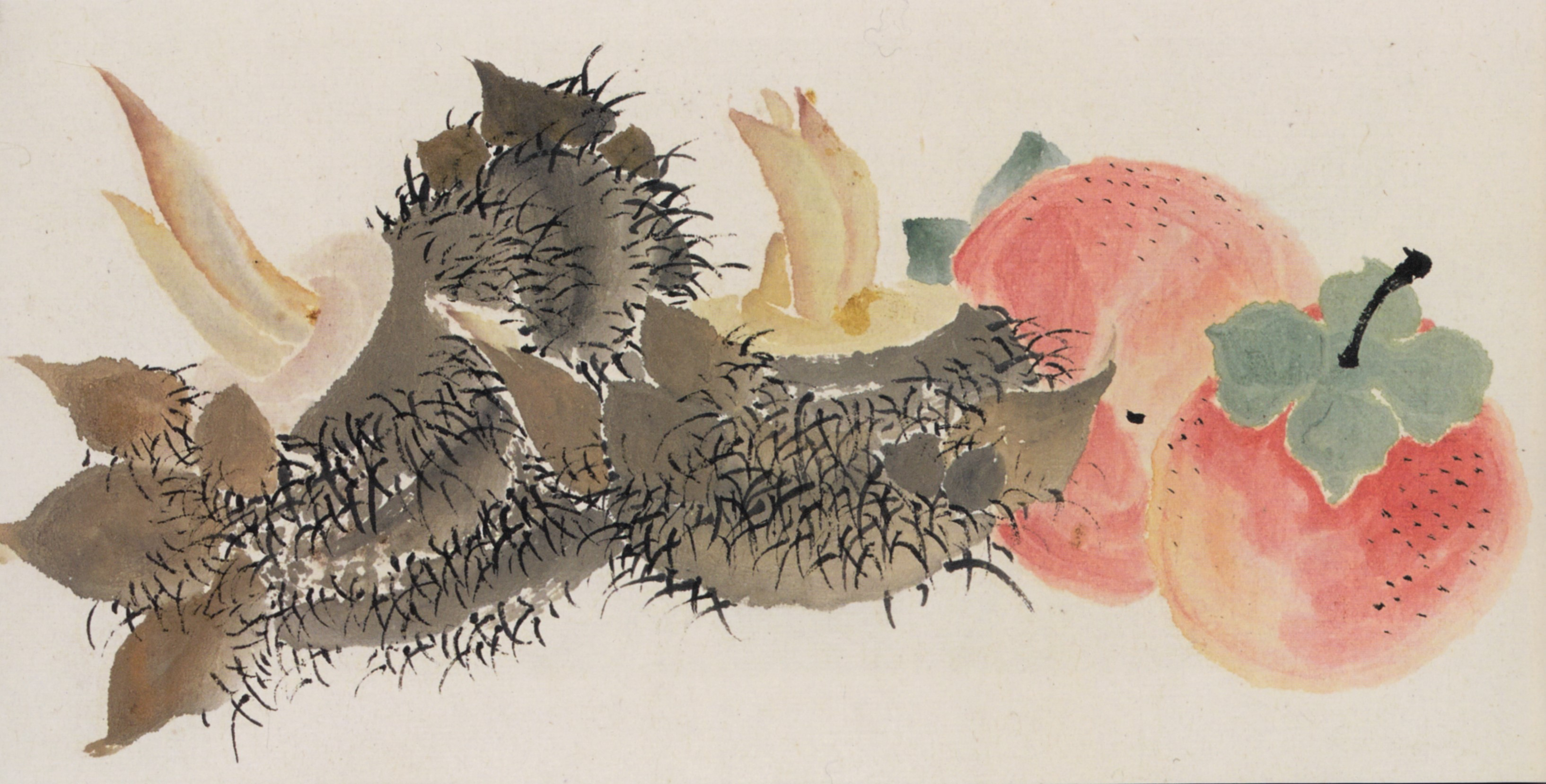
Persimonen und Maronen[A 2]
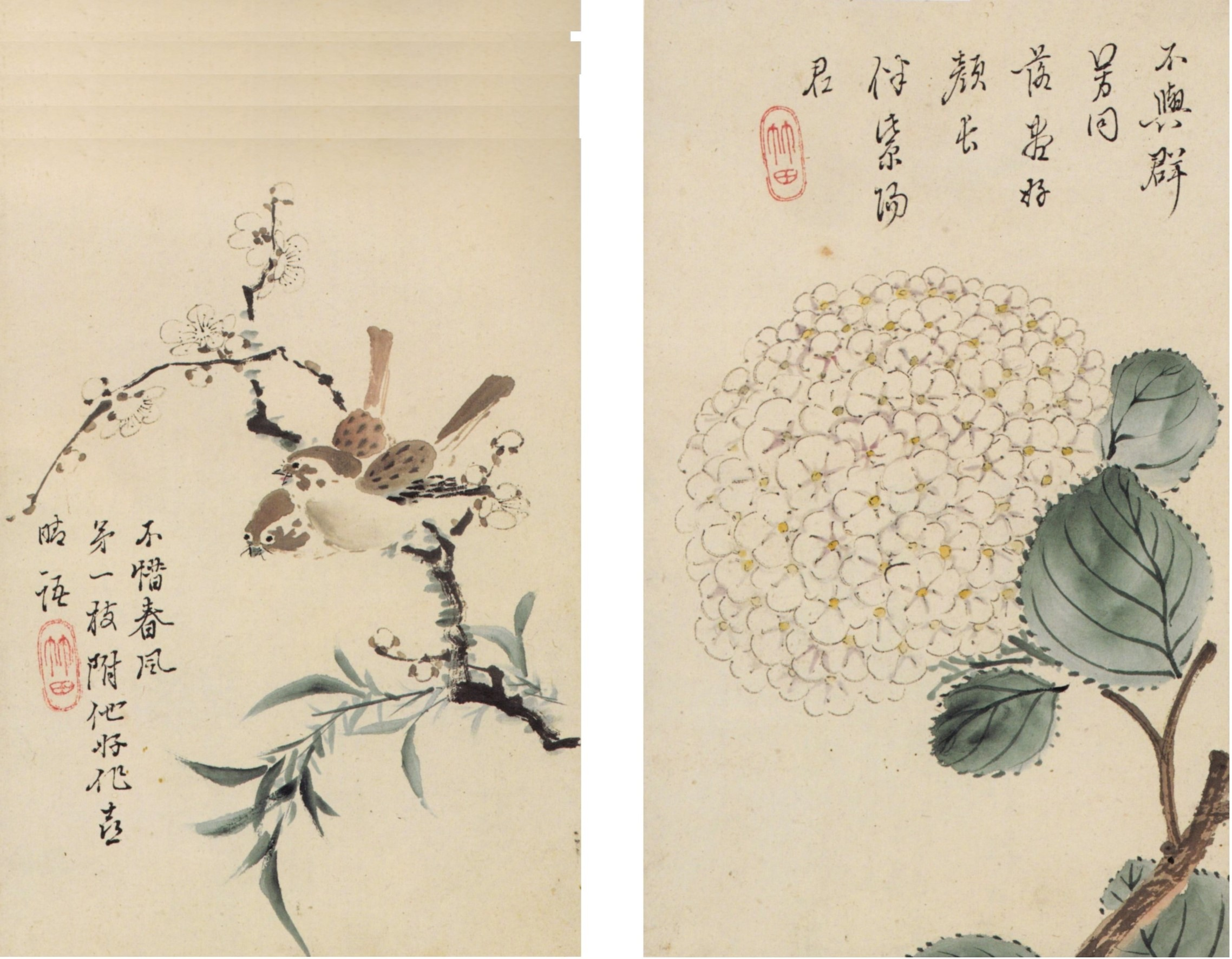
Albumblätter

- Albumblätter[A 3]